# Staatsgerichtshof der Freien Hansestadt Bremen
Der Staatsgerichtshof der Freien Hansestadt Bremen ist das Verfassungsgericht dieses Bundeslandes  (Art 140 Abs. 1 Bremische Landesverfassung (BremLV)). Er ist – wie Bürgerschaft (das Landesparlament) und Senat – Verfassungsorgan der Freien Hansestadt Bremen und ein gegenüber den anderen Verfassungsorganen selbständiger und unabhängiger Gerichtshof (§ 1 Staatsgerichtshofsgesetz -StGHG-).

## Geschichte, Gerichtssitz, Gerichtsbezirk
Die Landesverfassung sieht gemäß Artikel 139 vor, dass „ein Staatsgerichtshof errichtet“ wird. Der Staatsgerichtshof wurde nach dem Gesetz vom 21. Juni 1949 eingerichtet. Das Gesetz wurde 1956 neu gefasst.
Der Gerichtsbezirk umfasst das Land Bremen.
Der Staatsgerichtshof hat seine Geschäftsstelle im Fachgerichtszentrum Bremens, die Anschrift lautet: Am Wall 198, 28195 Bremen. Geschäftsstelle des Staatsgerichtshofs ist die Geschäftsstelle des Oberverwaltungsgerichts (§ 7 Abs. 2 StGHG).
Von 2011 bis 2019 stand erstmals eine Frau an der Spitze des Gerichts, Ilsemarie Meyer.

## Zuständigkeit
Der Staatsgerichtshof soll den Vorrang der bremischen Verfassung (Art. 66 Abs. 2 und 20 Abs. 2 BremLV) wahren. Das Handeln der politisch Tätigen einschließlich der demokratisch gewählten Bremischen Bürgerschaft soll am  Rechtsmaßstab der Landesverfassung gemessen werden.
Als Landesverfassungsgericht hat der Staatsgerichtshof zu prüfen, ob Akte des Landes gegen die Landesverfassung verstoßen. Die Prüfung, ob Akte des Bundes und der Länder gegen das Grundgesetz (die Bundesverfassung) verstoßen, obliegt dem Bundesverfassungsgericht.

## Einzelne Kompetenzen
Wichtig für die Ausübung der Tätigkeit des Staatsgerichtshofes sind die folgenden Kompetenzen:

### Abstrakte Normenkontrolle
In Verfahren der abstrakten Normenkontrolle werden Rechtsnormen (Gesetze, Rechtsverordnungen, Satzungen) und Normentwürfe (sog. präventive Normenkontrolle) auf ihre Vereinbarkeit mit der Landesverfassung überprüft. Antragsberechtigt zur Durchführung der abstrakten Normenkontrolle sind der Senat der Freien Hansestadt Bremen, die Bürgerschaft oder ein Fünftel der gesetzlichen Mitgliederzahl der Bürgerschaft oder eine öffentlich-rechtliche Körperschaft des Landes Bremen.

### Organstreit
Im Organstreit geht es um die Abgrenzung der Zuständigkeitsbereiche von Verfassungsorganen der Freien Hansestadt Bremen, insbesondere um verfassungsrechtliche Streitigkeiten zwischen Bürgerschaft und Senat. Antragsberechtigt sind Verfassungsorgane oder Teile von ihnen, soweit sie durch die Bremische Landesverfassung oder die Geschäftsordnung der Bürgerschaft mit eigenen Rechten ausgestattet sind.

### Interpretationsverfahren
In diesem Verfahren soll der Inhalt des bremischen Verfassungsrechts verbindlich festgestellt werden (siehe Auslegung (Recht)). Dies kann auch ohne eine abstrakte Normenkontrolle oder das Organstreitverfahren geschehen. Antragsberechtigt für das Interpretationsverfahren sind der Senat der Freien Hansestadt Bremen, die Bürgerschaft (bzw. ein Fünftel der gesetzlichen Mitglieder der Bürgerschaft) oder eine öffentlich-rechtliche Körperschaft des Landes Bremen.

### Konkrete Normenkontrolle
Kommt ein Gericht des Landes Bremen bei der Anwendung eines Landesgesetzes auf dessen Gültigkeit es bei der Entscheidung ankommt, zu der Überzeugung, dass das Gesetz mit der Landesverfassung nicht vereinbar ist, so hat es sein Verfahren auszusetzen und eine Entscheidung des Staatsgerichtshofs herbeizuführen.

### Wahlprüfungsverfahren
In Wahlprüfungsverfahren ist der Staatsgerichtshof seit 1996 Beschwerdegericht.

### Zulassung von Volksbegehren und Bürgeranträgen
Hält der Senat die gesetzlichen Voraussetzungen für die Zulassung eines Volksbegehrens nicht für gegeben, hat er eine Entscheidung des Staatsgerichtshofs herbeizuführen. Der Staatsgerichtshof hat dann festzustellen, ob die gesetzlichen Voraussetzungen für ein Volksbegehren vorliegen (§ 31 StGHG).
Nach § 4 des Gesetzes über das Verfahren beim Bürgerantrag kann gegen die Zurückweisung eines Bürgerantrags eine Entscheidung des Staatsgerichtshofs beantragt werden (vgl. § 32 StGHG).

### Keine Verfassungsbeschwerde
Eine individuelle Grundrechtsklage (Verfassungsbeschwerde), die von jedermann erhoben werden kann, kennt die Verfassung der Freien Hansestadt Bremen nicht.

## Entscheidungen des Staatsgerichtshofes
Die Entscheidungsformel der Entscheidungen des Staatsgerichtshofes ist im Gesetzblatt der Freien Hansestadt Bremen zu veröffentlichen. Trifft der Staatsgerichtshof im Wege der Normenkontrolle eine Entscheidung über die Vereinbarkeit oder Unvereinbarkeit einer Norm mit der Landesverfassung, so hat seine Entscheidung Gesetzeskraft (vgl. § 11 StGHG).
Die Entscheidungen des Staatsgerichtshofes können ab dem Entscheidungsdatum 1991 auf der Homepage des Staatsgerichtshofes im Wortlaut eingesehen werden. Davor gefallene Entscheidungen sind auf dieser Homepage nur in Auszügen vorhanden.

## Besetzung

### Allgemein
Der Staatsgerichtshof ist mit sieben Richtern besetzt: dem Präsidenten des Oberverwaltungsgerichtes Bremen als gesetzlichem Mitglied und sechs von der Bürgerschaft für die Dauer der Legislaturperiode gewählten Mitgliedern des Staatsgerichtshofs. Zwei der gewählten Mitglieder müssen Berufsrichter des Landes Bremen sein. Eine Wiederwahl der Mitglieder ist zulässig. Die gewählten Mitglieder dürfen nicht Mitglieder des Senats oder der Bürgerschaft sein, bei ihrer Wahl in der Bürgerschaft soll „die Stärke der Fraktionen nach Möglichkeit berücksichtigt werden“.
Für jedes der gewählten sechs Mitglieder müssen zwei Stellvertreter gewählt werden. Der Präsident des Oberverwaltungsgerichts wird von dem Vizepräsidenten des Oberverwaltungsgerichts und einem gewählten Berufsrichter vertreten.
Der Präsident des Staatsgerichtshofs und sein Stellvertreter werden von den Mitgliedern des Staatsgerichtshofs aus ihrer Mitte für die Dauer der Wahlperiode gewählt.
Die Mitgliedschaft im Staatsgerichtshof ist ein Ehrenamt.

### Präsidenten
- 1949–1956: Rudolf Laun
- 1956–1969: Alexander Lifschütz
- 1969–1979: Harry Rohwer-Kahlmann, Landessozialgerichtspräsident
- 1979–2002: Günter Pottschmidt, Präsident des Oberverwaltungsgerichts Bremen
- 2002–2011: Alfred Rinken
- 2011–2019: Ilsemarie Meyer
- seit 2019: Peter Sperlich

### Vizepräsidenten
- 1949–1956: Hellmuth Stutzer
- 1956–1969: Harry Rohwer-Kahlmann, Landessozialgerichtspräsident
- 1971–1975:  Conrad Kirchmeyer, Präsident des Oberverwaltungsgerichts Bremen
- 1975–1979: Werner Lang, Präsident des Oberverwaltungsgerichts Bremen
- 1979–1995: Wilhelm Dodenhoff
- 1995–2002: Alfred Rinken
- 2002–2007: Jörg Bewersdorf
- 2007–2008: Matthias Stauch
- 2009–2011: Wolfgang Arenhövel
- 2011–2017: Hans Alexy
- 2017–2019: Uwe Lissau
- seit 2019: Sabine Schlacke

### Mitglieder
Mitglieder waren von 2007 bis 2011 Alfred Rinken (Präsident), Matthias Stauch (Vizepräsident vom 21. November 2007 bis 13. Mai 2008), Ilsemarie Meyer (seit 1. November 2008, Vizepräsidentin), Wolfgang Arenhövel (seit 5. Mai 2009), Barbara Remmert (seit 18. März 2010), Eckart Klein, Uwe Lissau und Ulrich K. Preuß.
Mitglieder waren von 2011 bis 2015 Ilsemarie Meyer (Präsidentin), Hans Alexy (Vizepräsident), Ute Sacksofsky, Uwe Lissau, Elke Gurlit, Sabine Schlacke und Barbara Remmert.
Mitglieder waren von 2015 bis 2019 Ilsemarie Meyer (Präsidentin), Uwe Lissau (Vizepräsident), Gralf-Peter Calliess, Wolfgang Grotheer, Barbara Remmert, Sabine Schlacke und Christine Vollmer. Ilsemarie Meyer ging zum 1. Juli 2019 in den Ruhestand.
Mitglieder waren von 2019 bis 2023 Peter Sperlich (Präsident), Sabine Schlacke (Vizepräsidentin), Anatol Anuschewski (Rechtsanwalt in Bremen), Wolfgang Grotheer, Stephan Haberland (Vizepräsident des Hanseatischen Oberlandesgerichts in Bremen), Katja Koch (Richterin am Nds. Oberverwaltungsgericht) und Maria Ülsmann (Rechtsanwältin in Bremerhaven).
Amtierende Mitglieder sind seit dem 12. Oktober 2023 Peter Sperlich (Präsident), Sabine Schlacke (Vizepräsidentin), Stephan Haberland, Julia Heesen, Pia Annika Lange, Dieter Riemer und Lilian Stybel (Richterin am Oberverwaltungsgericht Bremen). Riemer trat zum 31. Dezember 2024 zurück. An seiner Stelle wurde im Januar 2025 Andreas Fischer-Lescano ernannt.

## Kontroversen

### Streit mit der Linksfraktion
Die bis dahin im Einvernehmen der verschiedenen Bürgerschaftsfraktionen erfolgte Wahl der Mitglieder des Staatsgerichtshofs führte 2007 zu einer Kontroverse mit der Linken. Bei der Wahl durch die 16. Bürgerschaft wurden im Konsens drei Kandidaten der SPD, zwei der CDU und ein Kandidat der Grünen gewählt. Während 2007 die FDP auf einen eigenen Vorschlag verzichtete, sah sich die mit sieben Abgeordneten vertretene Linksfraktion im Sinne der Landesverfassung „Bei der Wahl soll die Stärke der Fraktionen nach Möglichkeit berücksichtigt werden.“ benachteiligt und stellte mit Mitra Razavi eine Diplom-Juristin und Diplom-Ökonomin als eigene Kandidatin zur Wahl auf. Sie wurde zur Stellvertreterin des Mitglieds Uwe Lissau gewählt.

### Entwicklung des  Frauenanteils
Louise Frentzel war vom 26. Februar 1964 bis 27. November 1967 das erste weibliche Mitglied des Staatsgerichtshofs der Freien Hansestadt Bremen und damit die einzige Frau dort im Zeitraum 1949 bis zum 1. November 2008.
Die von der Bürgerschaft 2007 beschlossene rein männliche Besetzung des Gremiums stieß auf Kritik der Frauenbeauftragten des Landes Bremen und des Bremer Frauenausschusses. Die Landesfrauenbeauftragte erinnerte die Parteien an den in der Bremer Landesverfassung verankerten Auftrag „darauf hinzuwirken, dass Frauen und Männer in Gremien des öffentlichen Rechts zu gleichen Teilen vertreten sind.“ Die Bremische Bürgerschaft habe „sich in … eklatanter Weise über den Verfassungsauftrag hinwegsetzt“, da „in der Zwischenzeit anerkanntermaßen sehr viele fachlich und politisch gut ausgewiesene Juristinnen, auch im Richteramt“ bereitstünden, so dass „das frühere Argument fehlender Kandidatinnen nicht mehr zutrifft“. Die Stichhaltigkeit der Kritik wurde daraufhin von den Fraktionsvorsitzenden der Regierungsparteien Carsten Sieling (SPD) und Matthias Güldner (Bündnis 90/Die Grünen) anerkannt.
Der Anteil belief sich 2007 in der Bürgerschaft auf 38,5 Prozent der Abgeordneten. In den Bürgerschaftsfraktionen stellten Frauen in der SPD 45,5 Prozent, in der CDU 30,4 Prozent und bei den Grünen 50 Prozent der Abgeordneten.
Seit dem 1. November 2008 war Ilsemarie Meyer als Präsidentin des Oberverwaltungsgerichts Bremen geborenes Mitglied des Staatsgerichtshofs, dessen Präsidentin sie 2011 als erste und bisher einzige Frau in diesem Amt wurde und dieses bis zum 30. Juni 2019 bekleidete.
Im März 2010 wurde Barbara Remmert Mitglied des Staatsgerichtshofs. Sie war die erste gewählte Frau seit Louise Frentzel (1964–1967).
Remmert wurde als Nachfolgerin von Peter M. Huber von der Bremischen Bürgerschaft einvernehmlich gewählt.
Bei der Richterwahl der 18. Legislaturperiode der Bremischen Bürgerschaft im November 2011 waren fünf der sieben Mitglieder des Gremiums Frauen. Der Frauenanteil des Gerichts stieg bis 2011 damit auf rund 70 Prozent.
Sabine Schlacke ist seit 2019 Vizepräsidentin. 2023 wurden vier Frauen in den Staatsgerichtshof gewählt.